# Хосе Мільян-Астрай Террерос
Хосе́ Мільян-Астрай Террерос (ісп. José Millán-Astray y Terreros; *5 липня 1879 — †1 січня 1954) —  іспанський воїн, засновник Іспанського іноземного легіону.

## Юність
Народився в сім'ї адвоката і поета Хосе Мільян-Астрая та актриси Пілар Террерос Сехаде в Галісії. Під тиском батька вивчав право, але по-справжньому захоплювався військовою справою. 30 серпня 1884 вступає до «Піхотної Академії Толедо». Закінчив її у віці 17 років і зі званням молодшого лейтенанта, продовжує службу в Мадриді. В 1886 вступає до «Вищого військового училища». Після короткого навчання за наказом Генштабу направлений на Філіппіни для у часті в придушенні повстання. Це дозволило йому повністю розкрити свій потенціал як солдата і командира — він із 30 бійцями обороняв місто Сан-Рафаель у провінції Булакан від двохтисячного війська повстанців за що отримав Хрест Марії-Крістіни Бурбон-Сицилійської (Cruz de María Cristina), через місяць його нагородили Cruz Roja al Mérito Militar, а ще через місяць Cruz Primera Clase al Mérito Militar. Його проголосили народним героєм. В 1898 отримав звання старшого лейтенанта і місце в Генштабі, звідки його направили в офіцерську школу у Бурго.

## Зрілість
12 січня 1905 Хосе Мільян-Астрай отримав капітана. В 1906 він одружився із Ельвірою Гутіерес де ла Торре. Проте шлюб виявився невдалим, його жінка вирішила зберегти свою невинність, бо боялась первородного гріха, тому шлюб було розірвано, але зі слів нареченого між ними залишились дружні стосунки. Того ж року він закінчив навчання в школі при Генштабі і направлений на іспано-французький кордон, брав участь у фортифікаційних роботах. З липня 1911 року починає викладацьку діяльність в Піхотній Академії Толедо, свідомо відмовившись від служби в Генштабі. В 1912 отримує дозвіл відбути в Африку, там брав участь в придушенні повстання Ель-Расулі. В ході кампанії втратив праве око і ліву руку, покрив себе славою та в 1914 отримав звання майора. Саме в війнах з повстянцями він отримав своє прізвисько Славетний каліка, і з того часу незмінним атрибутом були пов'язка на оці та біла рукавичка.
В 1919 році він звертається до міністра з проханням заснувати окремий легіон найманих солдатів (його давню мрію), проте отримав відмову. Щоб не втрачати форми Хосе Мільян-Астрай знову відбуває до Марокко. 7 січня 1920 він отримує звання старшого лейтенента а 28 січня отримує королівський декрет із дозволом заснувати Tercio de Extranjeros (Іноземний легіон). Вивчивши досвід Французького легіону в Алжирі, використавши власні знання з Марокко та заручившись підтримкою Франциско Франко створив Іспанський іноземний легіон. Він же розробив основну ідеологічну концепцію легіону опираючись на релігію та імперіалізм, також популяризував гасла Viva la Muerte! («Слава смерті!») та A mí la Legión! («До мене, легіон!»). Після створення легіон направлено до Марокко для боротьби з бунтівними арабами.
26 жовтня 1924 Хосе Террерос отримав кулю в лікоть, в рану попала інфекція і щоб уникнути гангрени йому ампутували руку; 4 березня 1926 року куля потрапила йому в лице і як наслідок видалення ока, частини верхньої щелепи і двох зубів — це було четверте поранення.
12 жовтня 1936 року взяв участь у гучних дебатах з Мігелем де Унамуно, вони відображали конфлікт між фашистами та комуністами. В ході громадянської війни був на боці Франко, проте серйозної ролі не відігравав. Під кінець війни очолив міністерство преси та пропаганди.

## Старість
В 1941 році, під час гри в бридж, Хосе Мільян-Астрай закохався у Риту Ґассе, дочку колишнього міністра публічних робіт Рафаеля Ґассе та двоюрідну сестру іспанського філософа Хосе Ортеги Ґассе. В результаті він порвав відносини з своєю дружиною Ельвірою. Франко, щоб уникнути скандалу, вислав Террероса до Лісабону. Там йому 23 січня 1942 нова дружина Рита народили єдину дитину — дочку Переґріну. Після цих подій в Іспанії він був майже забутий.

## Смерть
Хосе Мільян-Астрай Террерос помер 1 січня 1954 року в Мадриді від серцевого нападу у віці 74 років. Його поховали на цвинтарі Альмудена. На могилі існує такий напис: D. José Millan-Astray y Terreros, Caballero Legionario. Por Dios y por la Patria — Дон Хосе Мільян-Астрай Террерос, Лицар Легіону. За Бога і за Батьківщину. В іспанській столиці в районі Алуче його ім'ям названо вулицю — Calle del General Millan Astray.